# Colombia en los Juegos Olímpicos de Moscú 1980
Colombia estuvo representada en los Juegos Olímpicos de Moscú 1980 por un total de 23 deportistas masculinos que compitieron en 3 deportes.
El equipo olímpico colombiano no obtuvo ninguna medalla en estos Juegos.